# Clett, Holborn Head
Clett är en obebodd ö i Caithness, Highland, Skottland. Ön är belägen 1,5 km från Scrabster.